# Castillos del Loira
La denominación «castillos del Loira» (en francés: Châteaux de la Loire) agrupa bajo una misma apelación turística a un conjunto de castillos situados en el valle del Loira, en el curso medio y bajo del Loira, en la Francia central. Se encuentran en la región Centro-Valle de Loira (las antiguas provincias de Turena, Blésois, Orléanais y Berry) y en el País del Loira (la antigua provincia de Anjou). Buena parte de los castillos tienen su origen en la Edad Media, en un momento en que la región, entonces el condado de Tours, era duramente disputada entre los siglos X y XI por la casa feudal de Blois y la casa de Anjou; esa guerra será el origen de los primeros castillos del valle del Loira cuya finalidad defensiva aún puede apreciarse en las importantes trazas arquitectónicas. 
En su mayor parte fueron edificados, o reconstruidos, en la época del Renacimiento francés (siglos XV–XVI), cuando los reyes comenzaron a construir sus enormes castillos en el valle y la nobleza, atraída por la sede del poder, hacía lo mismo, implicando a los mejores arquitectos y paisajistas. Los castillos y los jardines que los rodean fueron monumentos culturales que encarnaban los ideales del Renacimiento y de la Ilustración. Aunque conservaron murallas y fosos, y su aspecto se asemejase al de fortalezas, los châteaux perdieron pronto su carácter de lugar de refugio y defensa. (Eso se refleja en el uso del término francés châteu  como palacio o residencia señorial de campo o rurales, más que una edificación de carácter defensivo, reservándose el término palais para residencias más o menos urbanas). Muchos de los castillos fueron construidos sobre colinas que dominaban las riberas del Loira, como el castillo de Amboise, mientras que el único construido en el cauce del río es el castillo de Montsoreau. También se encuentran en las riberas de alguno de sus afluentes, como los ríos Indre, Cher, Vienne, Maine y Loira  o en sus proximidades. Los castillos del Loira forman parte esencial del patrimonio arquitectónico de ciudades históricas como Amboise, Angers, Blois, Chinon, Montsoreau, Orleans, Saumur y Tours, todas a orillas del Loira.
En 2000, los numerosos monumentos de la región justificaron que la Unesco declarara Patrimonio de la Humanidad al «Valle del Loira entre Sully-sur-Loire y Chalonnes», es decir a la sección del río, de unos 280 km, delimitada por las localidades de Sully-sur-Loire (Loiret), al este, y Chalonnes-sur-Loire (Maine-et-Loire), al oeste.
No hay una lista oficial de «castillos del Loira», pero se considera que hay unos cuarenta castillos principales que pueden ser llamados «castillos del Loira». Una relación más amplia incluiría a más de setenta castillos, ya que para algunos la región de los castillos llegaría aguas abajo del Loira hasta la ciudad de Nantes y, para otros, también comprendería las antiguas provincias de Maine y del Nivernois. Los châteaux del valle del Loira propiamente dichos suman más de trescientos, y van desde prácticos castillos fortificados del siglo X hasta espléndidas residencias construidas medio milenio después. 
En la región de Centro-Valle de Loira (llamada así desde el 16 de enero de 2015, antes solamente Centro) hay muchísimos más castillos —hasta unos 2500— que a veces erróneamente, dado el nombre de la región, se confunden con los castillos estrictamente del Loira. Es destacable otro conjunto de castillos, situados más al sur, que también se han agrupado bajo una denominación turística conocida como Ruta Jacques-Cœur (antes, «circuito de los castillos del corazón de Francia»).
En 2008 se creó la asociación «Châteaux de la Loire, Vallée des Rois» ('Castillos del Loira, Valle de los Reyes') para reunir la oferta turística relacionada con este patrimonio cultural, agrupando los monumentos, clasificados o inscritos, a lo largo del río real del Loira: son 103 sitios, en su mayoría castillos (83), aunque hay también abadías, basílicas y museos (julio de 2023).

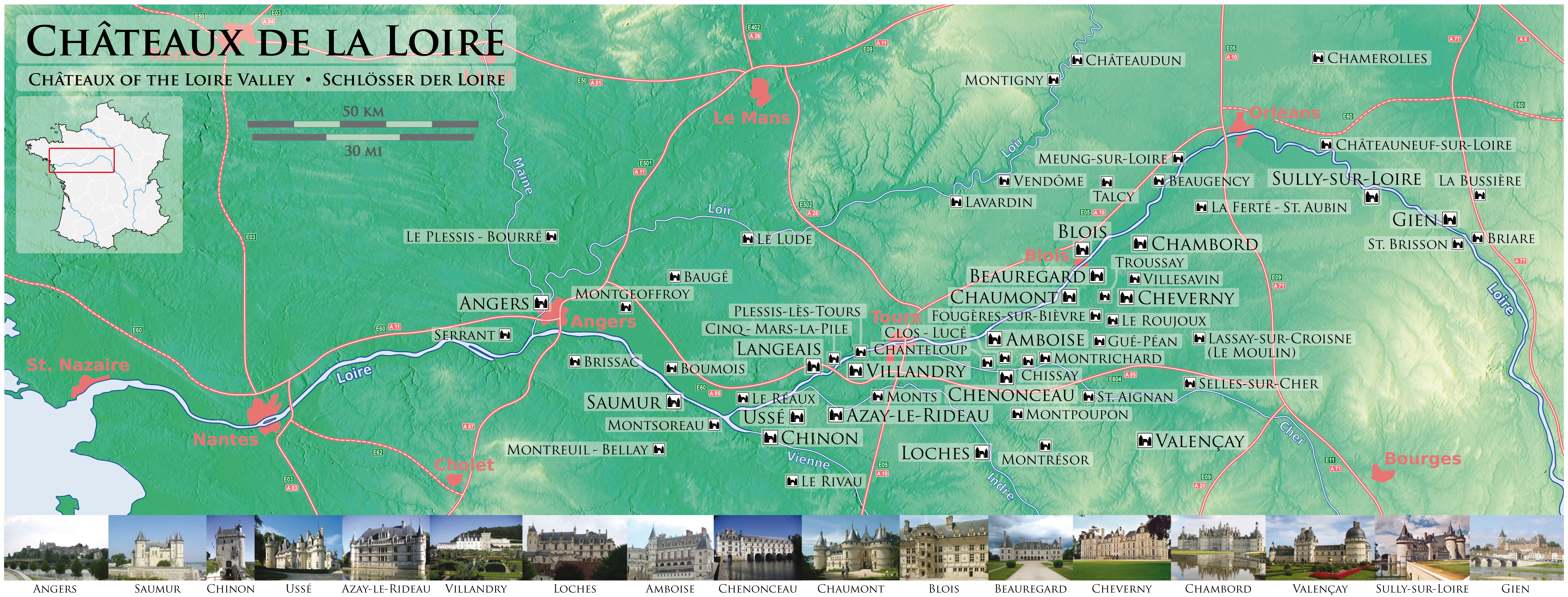
Mapa de los castillos del Loira

## Historia
Al concluir la Guerra de los Cien Años, Carlos VII, Luis XI y sus sucesores prefirieron pasar la mayor parte de su tiempo en el «jardín de Francia» a orillas del Loira. A finales del siglo XV, Tours, luego Blois y más tarde Amboise se convirtieron en los lugares preferidos de la corte real francesa. Muchos cortesanos compraron castillos en ruinas construidos por los condes medievales de Blois y de Anjou, y los hicieron reconstruir a la última moda renacentista italiana. Leonardo da Vinci y otros artistas italianos llegaron para diseñar y embellecer esas residencias. 
En el siglo XVI, Francisco I trasladó su residencia principal al Louvre, en París. Con él se fueron los grandes arquitectos, pero el valle del Loira siguió siendo el lugar donde la realeza francesa prefería pasar su tiempo cuando no estaba en la capital. Hacia finales del siglo XVII, Luis XIV hizo de la Île-de-France el lugar permanente de las grandes residencias reales cuando construyó el palacio de Versalles. No obstante, aquellos que se ganaron el favor del rey, así como la burguesía adinerada, continuaron renovando los castillos existentes o construyendo otros nuevos y lujosos en el valle del Loira como residencias de verano. 
La Revolución Francesa vio varios de los grandes castillos destruidos y muchos saqueados, siendo sus tesoros robados. El empobrecimiento de la noche a la mañana de muchas familias nobles francesas, generalmente después de que uno de sus miembros perdiera la cabeza en la guillotina, provocó la demolición de muchos castillos. Durante la Primera Guerra Mundial y la Segunda Guerra Mundial, varios castillos fueron requisados como cuarteles generales militares. Algunos de ellos continuaron siendo utilizados después del final de la Segunda Guerra Mundial. 
Hoy en día, los castillos que se conservan de propiedad privada sirven como hogares y algunos de ellos abren sus puertas a los turistas, mientras que otros funcionan como hoteles o bed and breakfast. Los gobiernos locales se han hecho cargo de otros muchos, y los más grandiosos, como el de  Chambord, son propiedad y están operados por el gobierno nacional y son importantes sitios turísticos que atraen a cientos de miles de visitantes cada año.

## Castillos del Loira
Aunque no haya una designación universalmente aceptada, el criterio principal es que el castillo debe estar situado cerca del Loira o de uno de sus afluentes (como el Maine, Cher, Indre, Creuse o Loir). Los castillos localizados aguas arriba de Gien generalmente no se incluyen, con la posible excepción de Bastie d'Urfé por su importancia histórica.
La lista se ha ordenado siguiendo el río Loira en sentido aguas abajo, desde la localidad de Saint-Brisson-sur-Loire hasta la ciudad de Nantes, y luego agrupando los castillos según el valle del afluente en el que se encuentren, siguiendo el afluente aguas arriba. Los castillos que aunque situados en otro río están tan cerca del cauce principal del Loira que han sido incluidos en el área declarada Patrimonio de la Humanidad, se han colocado en el orden geográfico como si estuvieran en el río Loira. La lista presentada aquí no es exhaustiva.
Se emplean varios distintivos para caracterizar los castillos:
- : son los castillos localizados dentro del ámbito declarado en 2000 patrimonio de la Humanidad «Valle del Loira entre Sully-sur-Loire y Chalonnes-sur-Loire», en el interior del perímetro de la delimitación del bien o de su zona de protección.
- : castillos miembros de la asociación «Châteaux de la Loire, Vallée des Rois» (el icono, usado con fin visual, es propio de Wikipedia no de la asociación).

Se pueden distinguir 3 grandes grupos: los castillos reales principales; los castillos nobiliarios de importancia histórica, arquitectónica o museística; y todos los demás castillos (nobiliarios). El sombreado tiene el siguiente significado:
| º                                    |                 |    |                                    |                                                                                    |                          |                  |                                                           | |
| ------------------------------------ | --------------- | -- | ---------------------------------- | ---------------------------------------------------------------------------------- | ------------------------ | ---------------- | --------------------------------------------------------- | --- |
| Imagen                               | Vallée des Rois | PH | MH                                 | Nombre                                                                             | Emplazamiento            | Departamento     | Río                                                       | Notas y eventos históricos |
|                                      |                 | —  | IMH (1993)                         | Castillo de Saint-Brisson                                                          | Saint-Brisson-sur-Loire  | Loiret           | Río Loira                                                 | |
|                                      |                 | —  | MH (1840)                          | Castillo de Gien                                                                   | Gien                     | Loiret           | Río Loira                                                 | Museo internacional de la Caza |
|                                      |                 | —  | IMH (1993) · MH (1995)             | Castillo de La Bussière (Château des pêcheurs) (Museo de la pesca)                 | La Bussière              | Loiret           | Río Venisson (der.)                                       | |
|                                      | —               | —  | IMH (1928)                         | Castillo de Dampierre-en-Burly                                                     | Dampierre-en-Burly       | Loiret           | Etang du Bourg (der.)                                     | |
|                                      |                 |    | MH (1928) · IMH (1944)             | Castillo de Sully-sur-Loire                                                        | Sully-sur-Loire          | Loiret           | Río Loira                                                 | Propiedad del duque de Sully (1602-1641) |
|                                      |                 |    | MH (1927, 1942)                    | Castillo de Châteauneuf-sur-Loire (Museo de la Marina de Loira)                    | Châteauneuf-sur-Loire    | Loiret           | Río Loira                                                 | |
|                                      | —               |    | IMH (1947)                         | Castillo de la Source                                                              | Orléans                  | Loiret           | Río Loiret                                                | |
|                                      | —               |    | —                                  | Castillo de Poutyl                                                                 | Olivet                   | Loiret           | Río Loiret                                                | |
|                                      |                 |    | IMH (1988) · MH (1988, 2004)       | Castillo de Meung-sur-Loire                                                        | Meung-sur-Loire          | Loiret           | Río Loira                                                 | |
|                                      |                 |    | MH (1840, 1926) · IMH (1925)       | Castillo de Beaugency (château de Dunois)                                          | Beaugency                | Loiret           | Río Loira                                                 | |
|                                      |                 |    | MH (1840, 1997, 1999)              | Castillo de Chambord                                                               | Chambord                 | Loir-et-Cher     | Río Cosson                                                | Propiedad de Diana de Poitiers (1547-1559) y de Catalina de Médicis (1559-1589), considerado el castillo más magnífico del Loira •Tratado de Chambord (1552) |
|                                      | —               |    | MH (1949, 1986)                    | Castillo de Menars                                                                 | Menars                   | Loir-et-Cher     | Río Loira                                                 | |
|                                      |                 |    | MH (1840, 1886)                    | Castillo de Blois                                                                  | Blois                    | Loir-et-Cher     | Río Loira                                                 | • Ordenanza de Blois (1499, organización judicial) • États généraux de 1576-1577 • Ordenanza de Blois (1579, relative à la tenue des actes de mariage) • Asesinato de Enrique I de Guisa (1588) • États généraux de 1588-1589 |
|                                      |                 |    | MH (1840, 1937, 1955)              | Castillo de Chaumont-sur-Loire                                                     | Chaumont-sur-Loire       | Loir-et-Cher     | Río Loira                                                 | Propiedad de Catalina de Médicis (1550-1559) y de Diana de Poitiers (1559-1566) |
|                                      |                 |    | MH (1840)                          | Castillo de Amboise                                                                | Amboise                  | Indre-et-Loire   | Río Loira                                                 | • Muerte accidental de Carlos VIII (1498) • Conjura de Amboise (1560) • Edicto de Amboise con los calvinistas (1563) |
|                                      |                 |    | MH (1862)                          | Castillo de Clos-Lucé                                                              | Amboise                  | Indre-et-Loire   | Río Loira                                                 | Casa de Leonardo da Vinci (1516-1519) |
|                                      |                 |    | MH (1963)                          | Château Gaillard (Amboise)                                                         | Amboise                  | Indre-et-Loire   | Río Amasse                                                | • Construido a partir de 1496 por Carlos VIII, fue residencia de 3 reyes de Francia. Tuvo la primera orangerie del país. |
|                                      |                 |    | MH (1840, 1962)                    | Castillo de Chenonceau                                                             | Chenonceaux              | Indre-et-Loire   | Río Cher (izq.)                                           | Propiedad de Diana de Poitiers (1547–1559) y de Catalina de Médicis (1559–1589) |
|                                      |                 |    | IMH (1937, 1994) · MH (1996)       | Castillo de Chanteloup (hoy desaparecido, solo se conserva la Pagoda de Chanteloup | Amboise                  | Indre-et-Loire   | Río Loira                                                 | Propiedad de Choiseul (1760-1785) |
|                                      |                 |    | IMH (1947)                         | Castillo de la Bourdaisière                                                        | Montlouis-sur-Loire      | Indre-et-Loire   | Río Loira                                                 | |
|                                      |                 | —  | IMH (1930)                         | Castillo de Valmer                                                                 | Chançay                  | Indre-et-Loire   | Río Brenne                                                | |
|                                      |                 |    | IMH (1946)                         | Castillo de Jallanges                                                              | Vernou-sur-Brenne        | Indre-et-Loire   | Río Brenne                                                | |
|                                      |                 |    | MH (1983)                          | Museo de Bellas Artes de Tours (antiguo palacio episcopal)                         | Tours                    | Indre-et-Loire   | Río Loira                                                 | |
|                                      |                 |    | MH (1913) · IMH (1973)             | Castillo de Tours                                                                  | Tours                    | Indre-et-Loire   | Río Loira                                                 | • Boda del futuro Luis XI y Margarita de Escocia (1436) • Cautividad de Carlos I de Guisa (1588-1591) |
|                                      |                 |    | MH (1913) · IMH (1927)             | Castillo de Plessis-lèz-Tours                                                      | La Riche (Tours)         | Indre-et-Loire   | Interfluvio Río Loira-Cher                                | • Tregua de Tours (1444) • La ordenanza de Montils-lès-Tours (1454) hace obligatoria la redacción de costumbres de derecho orales • Muerte de Luis XI (1483) • États généraux de 1506, seguidos por el compromiso de François de Angulema, futuro Francisco I, con Claudia de Francia • Muerte de Francisco de Paula (1507), fundador de la Orden de los Mínimos • Tratado de Plessis-les-Tours (1580) • Encuentro entre Enrique III y el rey de Navarra, futuro Enrique IV, que se aliaron contra la liga Católica (1589) |
|                                      |                 |    | IMH (1927) · MH (1934)             | Castillo de Villandry                                                              | Villandry                | Indre-et-Loire   | Río Cher                                                  | Célebre por sus jardines à la française |
|                                      |                 |    | MH (1922, 1942)                    | Castillo de Langeais                                                               | Langeais                 | Indre-et-Loire   | Río Loira                                                 | Construido por Fulco de Nerra y ampliado por Ricardo Corazón de León, fue destruido durante la Guerra de los Cien Años. Luis XI ordenó su reconstrucción (1465-1469),con su actual aspecto gótico flamígero. • Boda de Carlos VIII y Ana de Bretaña (6 de diciembre de 1491), fin de la independencia del Ducado de Bretaña. |
|                                      |                 |    | IMH (1976)                         | Castillo de la Chatonnière                                                         | Azay-le-Rideau           | Indre-et-Loire   | Río Indre (algo alejado)                                  | |
|                                      |                 |    | IMH (1927) · MH (1931, 1951)       | Castillo de Ussé                                                                   | Rigny-Ussé               | Indre-et-Loire   | Río Indre                                                 | Inspiró a Charles Perrault para su cuento La Belle au bois dormant |
|                                      |                 |    | MH (1946)                          | Castillo de la Islette                                                             | Cheillé / Azay-le-Rideau | Indre-et-Loire   | Río Indre                                                 | Construido en 1526-1530 por la casa nobiliaria de Maillé. |
|                                      |                 |    | MH (1908)                          | Castillo de Azay-le-Rideau                                                         | Azay-le-Rideau           | Indre-et-Loire   | Río Indre                                                 | Obra maestra del primer Renacimiento francés |
|                                      | —               |    | IMH (1930) · MH (1966)             | Castillo de Les Réaux                                                              | Chouzé-sur-Loire         | Indre-et-Loire   | Río Loira                                                 | |
|                                      |                 |    | MH (1840,1926)                     | Castillo de Chinon                                                                 | Chinon                   | Indre-et-Loire   | Río Vienne                                                | • Entrevistas entre Carlos VII y Juana de Arco (1429) |
|                                      |                 |    | MH (1862) · IMH (1930, 1938)       | Castillo de Montsoreau                                                             | Montsoreau               | Maine-et-Loire   | Río Loira                                                 | Único castillo del Loira construido en el curso del río |
|                                      |                 |    | MH (1964)                          | Castillo de Saumur                                                                 | Saumur                   | Maine-et-Loire   | Río Loira                                                 | "Château d'amour" del rey Renato de Anjou (1454-1472) Saumur fue concedido a los protestantes (1589) |
|                                      | —               |    | MH (1953)                          | Castillo de Boumois                                                                | Saint-Martin-de-la-Place | Maine-et-Loire   | Río Loira                                                 | |
|                                      |                 |    |                                    |                                                                                    | Chalonnes-sur-Loire      | Maine-et-Loire   | Río Loira                                                 | Final del tramo declarado Patrimonio de la Humanidad |
|                                      |                 | —  | MH (1840)                          | Castillo de los duques de Bretaña (Museo de historia de Nantes)                    | Nantes                   | Loira Atlántico  | Río Loira                                                 | Situación cerca de la desembocadura del Loira Residencia de los duques de Bretaña |
| CASTILLOS EN LOS AFLUENTES DEL LOIRA |                 |    |                                    |                                                                                    |                          |                  |                                                           | |
|                                      |                 | —  | MH (1927) · IMH (1988)             | Castillo de Chamerolles                                                            | Chilleurs-aux-Bois       | Loiret           | Río Œuf (der.)                                            | |
|                                      | —               | —  | IMH (2001)                         | Castillo de Boisgibault                                                            | Ardon                    | Loiret           | Río Ardoux (izq.)                                         | |
|                                      |                 | —  | MH (1908, 2005) · IMH (2004)       | Castillo de Talcy                                                                  | Talcy                    | Loir-et-Cher     | Río Cisse (der.)                                          | |
|                                      |                 | —  | IMH (1928) · MH (1952, 1959)       | Castillo de Villesavin                                                             | Tour-en-Sologne          | Loir-et-Cher     | Río Beuvron (izq.)                                        | |
|                                      |                 | —  | MH (1840) · IMH (1993)             | Castillo de Beauregard                                                             | Cellettes                | Loir-et-Cher     | Río Beuvron (izq.)                                        | Corps de logis de 1461, del que quedan vestigios. Francisco I lo adquirió y convirtió en pabellón de caza, que cedió a su tío y padrino. Jean de Thiers, señor de Menars y secretario de Estado de Enrique II, lo compró ca. 1545 y construyó a mayor parte del castillo. Paul Ardier, interventor de guerra y tesorero, lo compró en 1617 y en las décadas siguientes remodeló el interior e inauguró una galería de Ilustres.                                                                                            |
|                                      |                 | —  | MH (1961) · IMH (1995)             | Castillo de La Ferté-Saint-Aubin                                                   | La Ferté-Saint-Aubin     | Loiret           | Río Cosson (afl. izq. del Beuvron)                        | |
|                                      |                 | —  | IMH (1926, 2008) · MH (2010)       | Castillo de Cheverny                                                               | Cheverny                 | Loir-et-Cher     | Río Conon (afl. izq. del Beuvron)                         | Inspiró a Hergé para su château de Moulinsart |
|                                      |                 | —  | IMH (2000)                         | Castillo de Troussay                                                               | Cheverny                 | Loir-et-Cher     | Río Conon (afl. izq. del Beuvron)                         | |
|                                      |                 | —  | MH (1912)                          | Castillo de Fougères-sur-Bièvre                                                    | Fougères-sur-Bièvre      | Loir-et-Cher     | Río Bièvre (afl. izq. del Beuvron)                        | Construido originalmente en el siglo XI, fue destruido en 1356, al comienzo de la guerra de los Cien Años, por Eduardo III de Inglaterra, el príncipe Negro. Fue reconstruido por Pierre de Refuge (1475-1483), tesorero de Luis XI y completado por su yerno. |
|                                      | —               | —  | —                                  | Castillo de Roujoux                                                                | Fresnes                  | Loir-et-Cher     | Río Bièvre (afl. izq. del Beuvron)                        | |
|                                      |                 | —  | IMH (1947)                         | Castillo de Nitray                                                                 | Athée-sur-Cher           | Indre-et-Loire   | Río Cher (izq.)                                           | |
|                                      | —               | —  | —                                  | Castillo de Chissay                                                                | Chissay-en-Touraine      | Loir-et-Cher     | Río Cher (izq.)                                           | |
|                                      |                 | —  | IMH (1932)                         | Castillo de Montrichard                                                            | Montrichard              | Loir-et-Cher     | Río Cher (izq.)                                           | |
|                                      |                 | —  | MH (1980)                          | Castillo de Le Gué-Péan                                                            | Monthou-sur-Cher         | Loir-et-Cher     | Río Bovet (afl. dcho. Cher) (izq.)                        | |
|                                      |                 | —  | IMH (1930) · MH (1966)             | Castillo de Montpoupon                                                             | Céré-la-Ronde            | Indre-et-Loire   | Río Cher (izq.)                                           | |
|                                      | —               | —  | IMH (1946)                         | Castillo de Saint-Aignan                                                           | Saint-Aignan             | Loir-et-Cher     | Río Cher (izq.)                                           | |
|                                      | —               | —  | IMH (1926)                         | Castillo de la Verrerie                                                            | Oizon                    | Cher             | Río Nère (af. izq. del Grande Seulne, af. dcha. del Cher) | |
|                                      |                 | —  | IMH (1926)                         | Castillo de Selles-sur-Cher                                                        | Selles-sur-Cher          | Loir-et-Cher     | Río Cher (izq.)                                           | |
|                                      | —               | —  | —                                  | Castillo de Moulin                                                                 | Lassay-sur-Croisne       | Loir-et-Cher     | Río La Manne (afl. del Fouzon-Cher) (izq.)                | |
|                                      |                 | —  | IMH (1992) · MH (2011)             | Castillo de Valençay                                                               | Valençay                 | Indre            | Río Nahon (afl. izq. del Fouzon-Cher)                     | Propiedad de Talleyrand (1803-1838) |
|                                      |                 | —  | —                                  | Castillo de Bouges                                                                 | Bouges-le-Château        | Indre            | Río Renon (afl. del Cher) (izq.)                          | |
|                                      |                 | —  | MH (1975)                          | Castillo de Champchevrier                                                          | Cléré-les-Pins           | Indre-et-Loire   | Río Lathan (der.)                                         | |
|                                      |                 | —  | MH (1945)                          | Castillo de Gizeux                                                                 | Gizeux                   | Indre-et-Loire   | Río Changeon (der.)                                       | |
|                                      |                 | —  | IMH (1932)                         | Castillo de Saché                                                                  | Saché                    | Indre-et-Loire   | Río Indre (izq.)                                          | |
|                                      |                 | —  | —                                  | Castillo de Candé                                                                  | Monts                    | Indre-et-Loire   | Río Indre (izq.)                                          | |
|                                      |                 | —  | MH (1862, 1886, 1889) · IMH (1962) | Castillo de Loches                                                                 | Loches                   | Indre-et-Loire   | Río Indre (izq.)                                          | Capturado por Ricardo Corazón de León (1194). Residencia favorita de Carlos VII, se lo regaló a su amante, Agnès Sorel, para que viviera en él (1443-1450). Su hijo, Luis XI lo convirtió en una prisión estatal. |
|                                      | —               | —  | MH (1930)                          | Castillo de Argy                                                                   | Argy                     | Indre            | Río Indre (izq.)                                          | |
|                                      |                 | —  | MH (1996)                          | Castillo de Montrésor                                                              | Montrésor                | Indre-et-Loire   | Río Indre (izq.)                                          | |
|                                      |                 | —  | MH (1918, 1999) · IMH (1988)       | Castillo de Le Rivau                                                               | Lémeré                   | Indre-et-Loire   | Río Veude (afl. izq. del Vienne)                          | |
|                                      |                 | —  | —                                  | Castillo de Le Grand-Pressign (Museo de la Prehistoria)                            | Grand-Pressign           | Indre-et-Loire   | Río Claise (afl. izq. del Vienne)                         | |
|                                      |                 | —  | —                                  | Castillo de Azay-le-Ferron                                                         | Azay-le-Ferron           | Indre            | Río Clecq (afl. izq. del Claise-Vienne)                   | |
|                                      |                 | —  | —                                  | Castillo de Brézé                                                                  | Brézé                    | Maine-et-Loire   | Río Thouet (der.)                                         | Piezas troglodíticas bajo el castillo Fosos anegados, los más profundos de Europa |
|                                      |                 | —  | MH (1979)                          | Castillo de Montreuil-Bellay                                                       | Montreuil-Bellay         | Maine-et-Loire   | Río Thouet (der.)                                         | |
|                                      |                 | —  | MH (1984)                          | Castillo de Montgeoffroy                                                           | Mazé                     | Maine-et-Loire   | Río Couasnon (afl. der. del Authion)                      | |
|                                      |                 | —  | —                                  | Castillo de Baugé                                                                  | Baugé-en-Anjou           | Maine-et-Loire   | Río Couasnon (afl. der. del Authion)                      | |
|                                      |                 | —  | MH (1958, 1966)                    | Castillo de Brissac                                                                | Brissac-Quincé           | Maine-et-Loire   | Río Aubance (izq.)                                        | Château más alto de Francia |
|                                      |                 | —  | MH (1985, 1913)                    | Castillo de Angers (fortaleza de 17 torres)                                        | Angers                   | Maine-et-Loire   | Río Sarthe (der.)                                         | Alberga el Tapiz del Apocalipsis |
|                                      | —               | —  | MH (1862)                          | Castillo de Montoire                                                               | Montoire-sur-le-Loir     | Loir-et-Cher     | Río Loir (afl. der. del Sarthe)                           | |
|                                      |                 | —  | MH (1928) · IMH (1992)             | Castillo de Lude                                                                   | Le Lude                  | Sarthe           | Río Loir (afl. der. del Sarthe)                           | Propiedad de Jean Daillon (1457-1481) |
|                                      | —               | —  | MH (1945)                          | Castillo de Lavardin                                                               | Lavardin                 | Loir-et-Cher     | Río Loir (afl. der. del Sarthe)                           | |
|                                      | —               | —  | MH (1840)                          | Castillo de Vendôme                                                                | Vendôme                  | Loir-et-Cher     | Río Loir (afl. der. del Sarthe)                           | |
|                                      | —               | —  | IMH (1926)                         | Castillo de Fréteval                                                               | Fréteval                 | Loir-et-Cher     | Río Loir (afl. der. del Sarthe)                           | |
|                                      |                 | —  | —                                  | Château de Montigny-le-Gannelon                                                    | Montigny-le-Gannelon     | Eure-et-Loir     | Río Loir (afl. der. del Sarthe)                           | |
|                                      |                 | —  | MH (1918, 1947) · IMH (1946, 1947) | Castillo de Châteaudun                                                             | Châteaudun               | Eure-et-Loir     | Río Loir (afl. der. del Sarthe)                           | Propiedad de Jean de Dunois (1439-1468) |
|                                      |                 | —  | MH (1931)                          | Castillo de Plessis-Bourré                                                         | Écuillé                  | Maine-et-Loire   | Río Mayenne (afl. der. del Sarthe)                        | |
|                                      |                 | —  | —                                  | Castillo de la Lorie                                                               | La Chapelle-sur-Oudon    | Maine-et-Loire   | Río Oudon (afl. der. del Mayenne)                         | |
|                                      |                 | —  | —                                  | Castillo de Serrant                                                                | Saint-Georges-sur-Loire  | Maine-et-Loire   | Ruisseau de la Douinière (der.)                           | |
|                                      |                 | —  | —                                  | Castillo de Goulaine                                                               | Haute-Goulaine           | Loire-Atlantique | Río Goulaine (izq.)                                       | |
|                                      | —               | —  | —                                  | Ciudad del cardenal Richelieu (Museo Richelieu)                                    | Richelieu                | Indre-et-Loire   | Río Mable (izq.)                                          | Propiedad del cardenal de Richelieu (1621-1642) Ciudad nueva de Richelieu (1632-1642) |

### Otros castillos en la región del Loira
|  | — | — | IMH (1994)             | Château de Beaufort                | lugar                 | dep         | río                       |  |
|  | — | — | IMH (1967)             | Château de Lavoûte-Polignac        | Lavoûte-sur-Loire     | Alto Loira  | Loira                     |  |
|  | — | — | —                      | Château de Bouthéon                | lugar                 | dep         | río                       |  |
|  | — | — | IMH (1934)             | Château de Montrond                | lugar                 | dep         | río                       |  |
|  | — | — | MH (1912)              | Château de la Bastie d’Urfé        | lugar                 | dep         | río                       |  |
|  | — | — | —                      | Château des Cornes d’Urfé          | lugar                 | dep         | río                       |  |
|  | — | — | —                      | Château de La Roche                | Saint-Priest-la-Roche | Loira       | Loira (lago de Villerest) |  |
|  | — | — | —                      | Château de Saint-Maurice-sur-Loire | lugar                 | dep         | río                       |  |
|  | — | — | MH (1946)              | Château de Chevenon                | Chevenon              | Nièvre      | río                       |  |
|  | — | — | IMH (1987)             | Château de Pont-Chevron            | lugar                 | dep         | río                       |  |
|  | — | — | MH (1928) · IMH (1994) | Château de Bazouges                | lugar                 | dep         | río                       |  |
|  | — | — | MH (1912)              | Château de Sarzay                  | lugar                 | dep         | río                       |  |
|  | — | — | MH (1911, 1945)        | Château de Champigny               | lugar                 | dep         | río                       |  |
|  | — | — | —                      | Château du Petit Thouars           | lugar                 | dep         | río                       |  |
|  | — | — | MH (1947, 1993)        | Château de Saint-Loup-sur-Thouet   | Saint-Loup-Lamairé    | Deux-Sèvres | río                       |  |
|  | — | — | MH (1923) · IMH (1943) | Château d’Oiron                    | Oiron                 | Deux-Sèvres | río                       |  |

### Otros castillos en el valle del Loira
Valle arriba, hay otros castillos:
- Palacio ducal de Nevers , a veces considerado el primer castillo del Loira

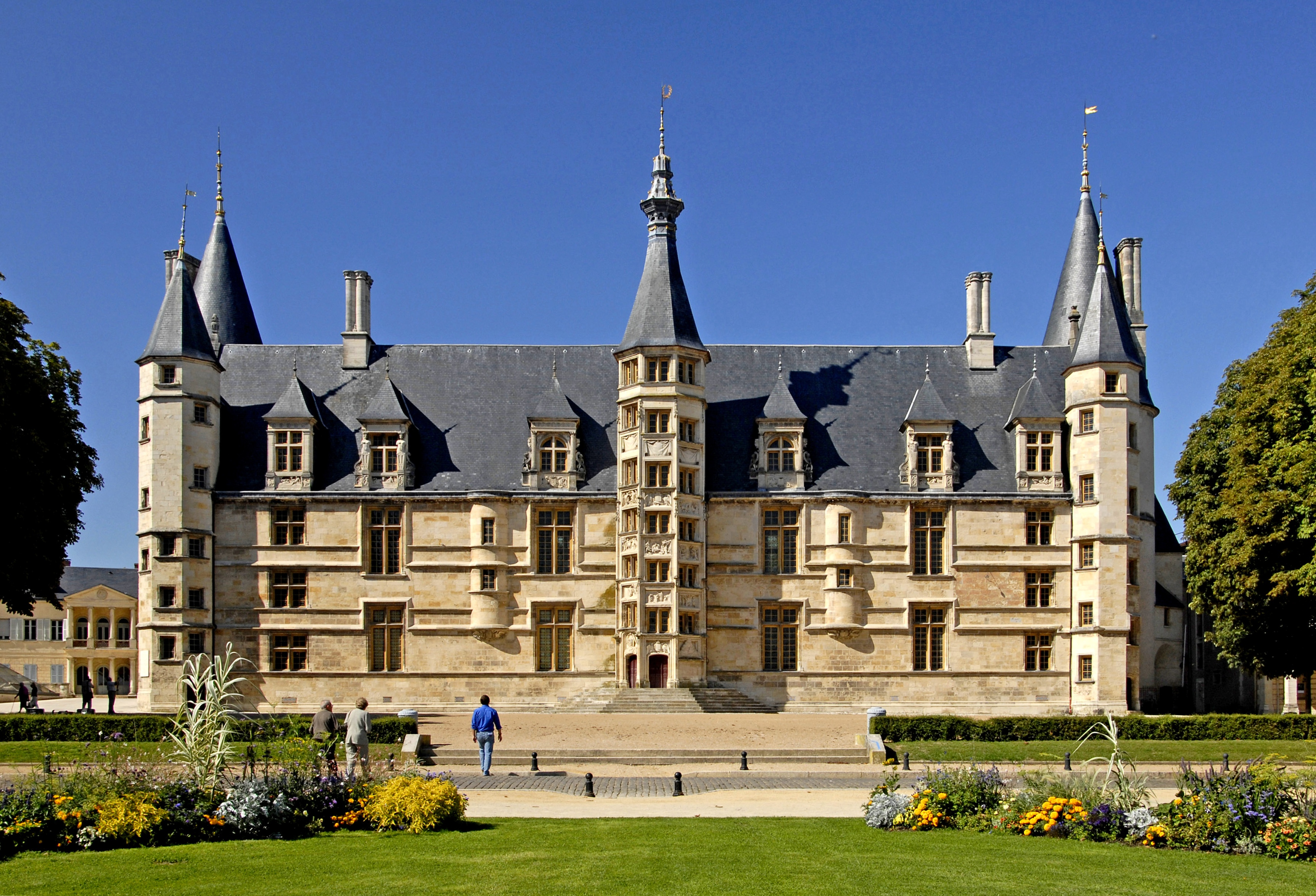
Palacio ducal de Nevers

#### Castillos de la Ruta Jacques-Cœur
Castillos de la Ruta Jacques-Cœur:
- Château medieval de Sagonne
- Château medieval de Culan
- Château de la Forêt-Grailly (Saint-Christophe-le-Chaudry)
- Château de Ainay-le-Vieil (Ainay-le-Vieil)
- Forteresse de Montrond (Saint-Amand-Montrond)
- Château de Meillant
- Château de Terland (Dun-sur-Auron)
- Palacio Jacques Cœur (Bourges)
- Château de Menetou-Salon
- Château de Maupas (Morogues)
- Château (La Chapelle-d'Angillon)
- Castillo de la Verrerie (Oizon)
- Château des Stuarts (Aubigny-sur-Nère)
- Château de Saint-Maur (Argent-sur-Sauldre)
- Le Petit-Château (Autry-le-Châtel)
- Château de Gien

Castillos de la Ruta Jacques-Cœur
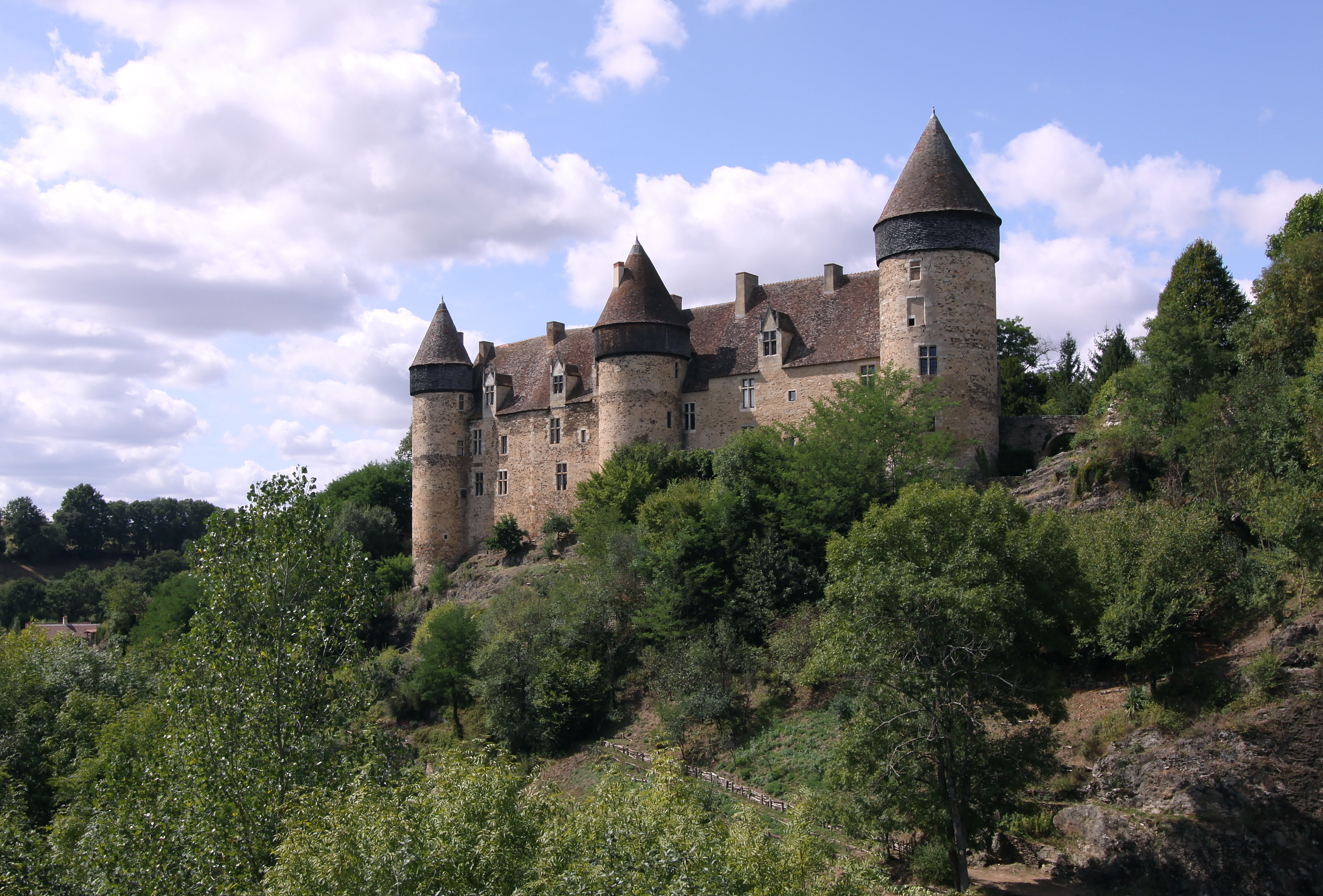
Château medieval de Culan
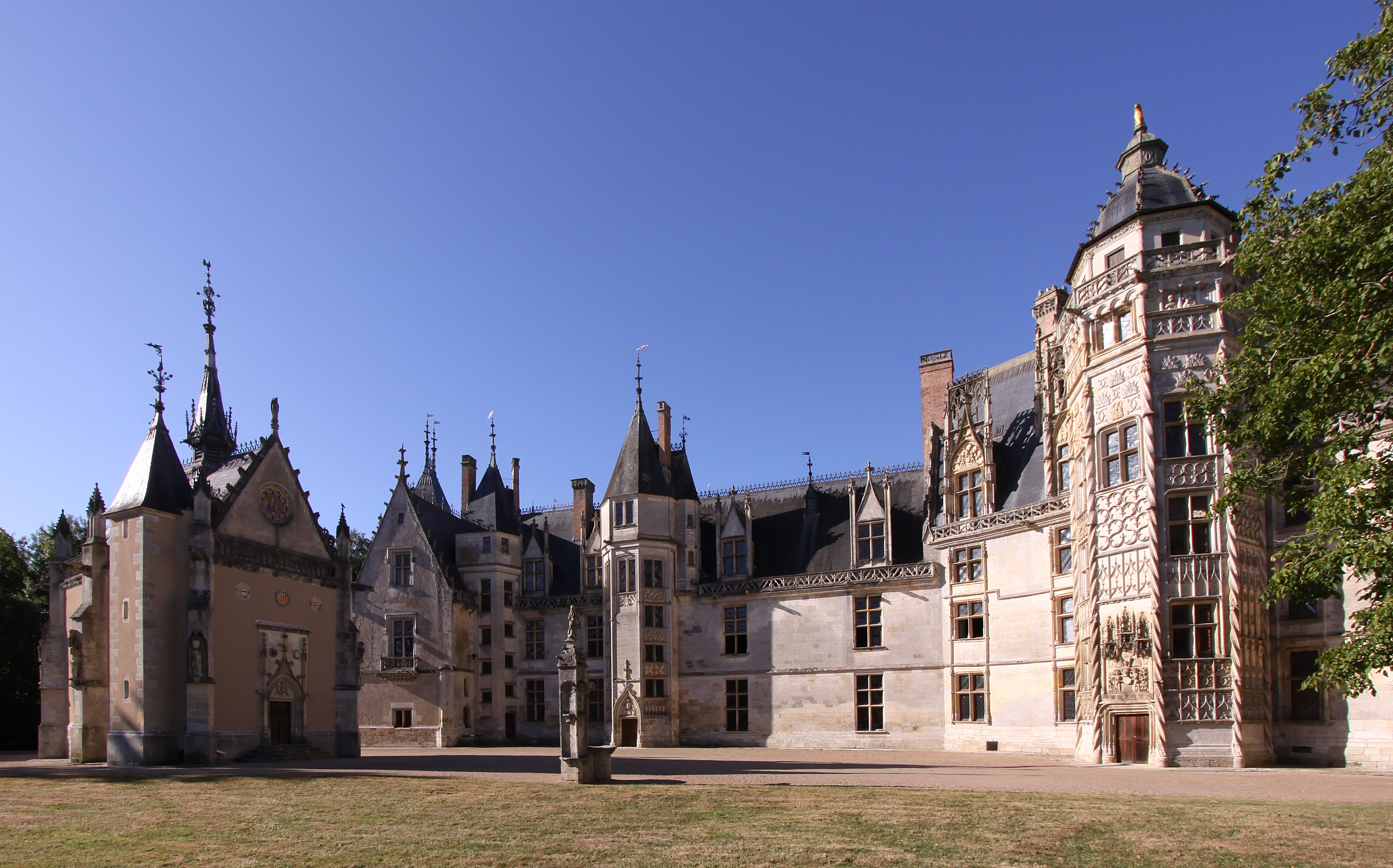
Château de Meillant
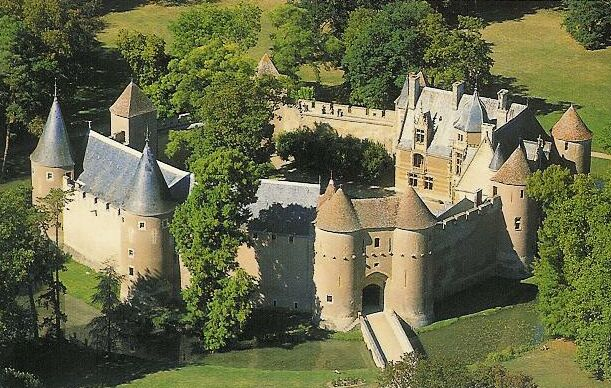
Castillo de Ainay-Le-Vieil
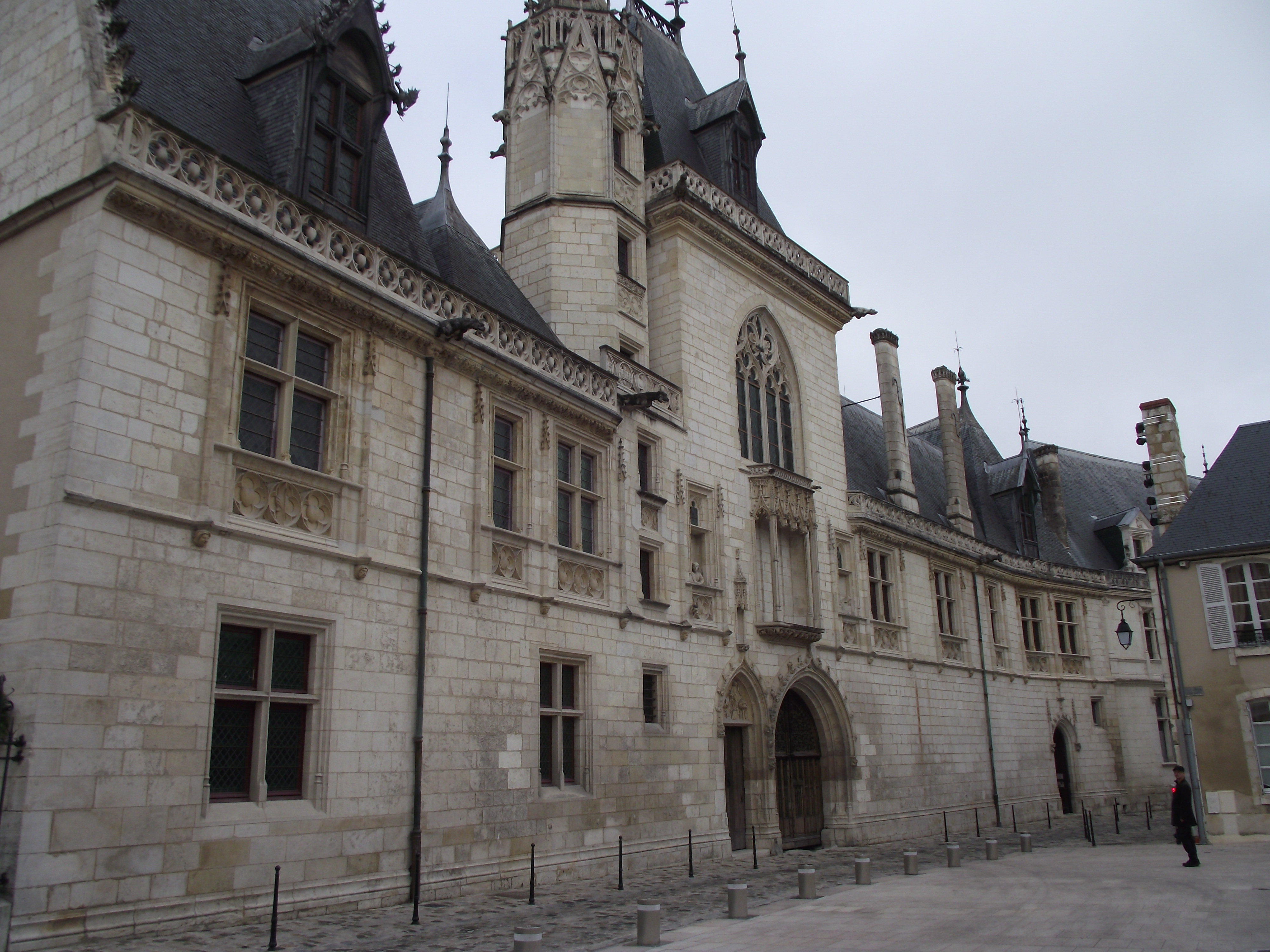
Palacio Jacques Cœur
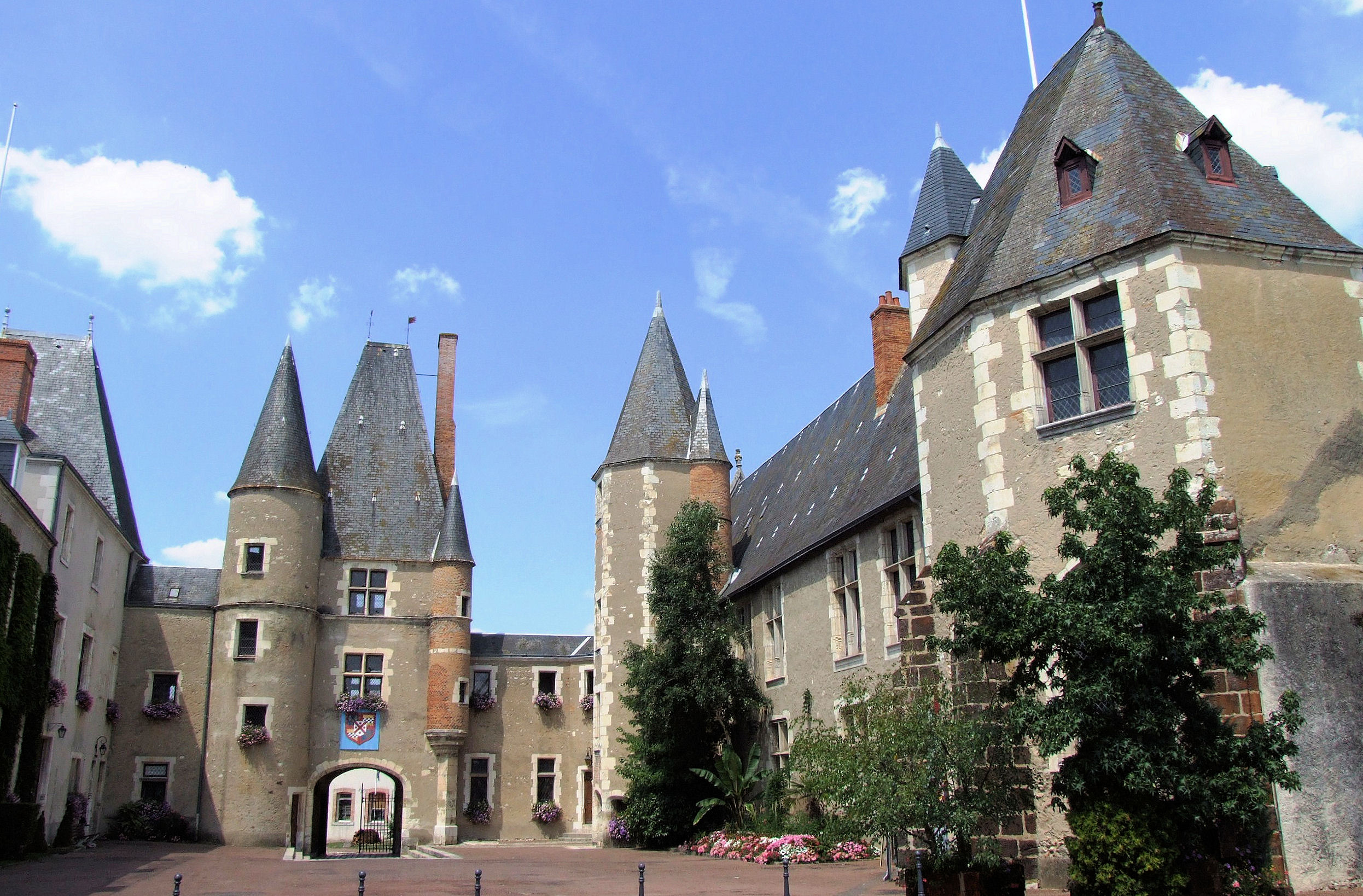
Château des Stuarts
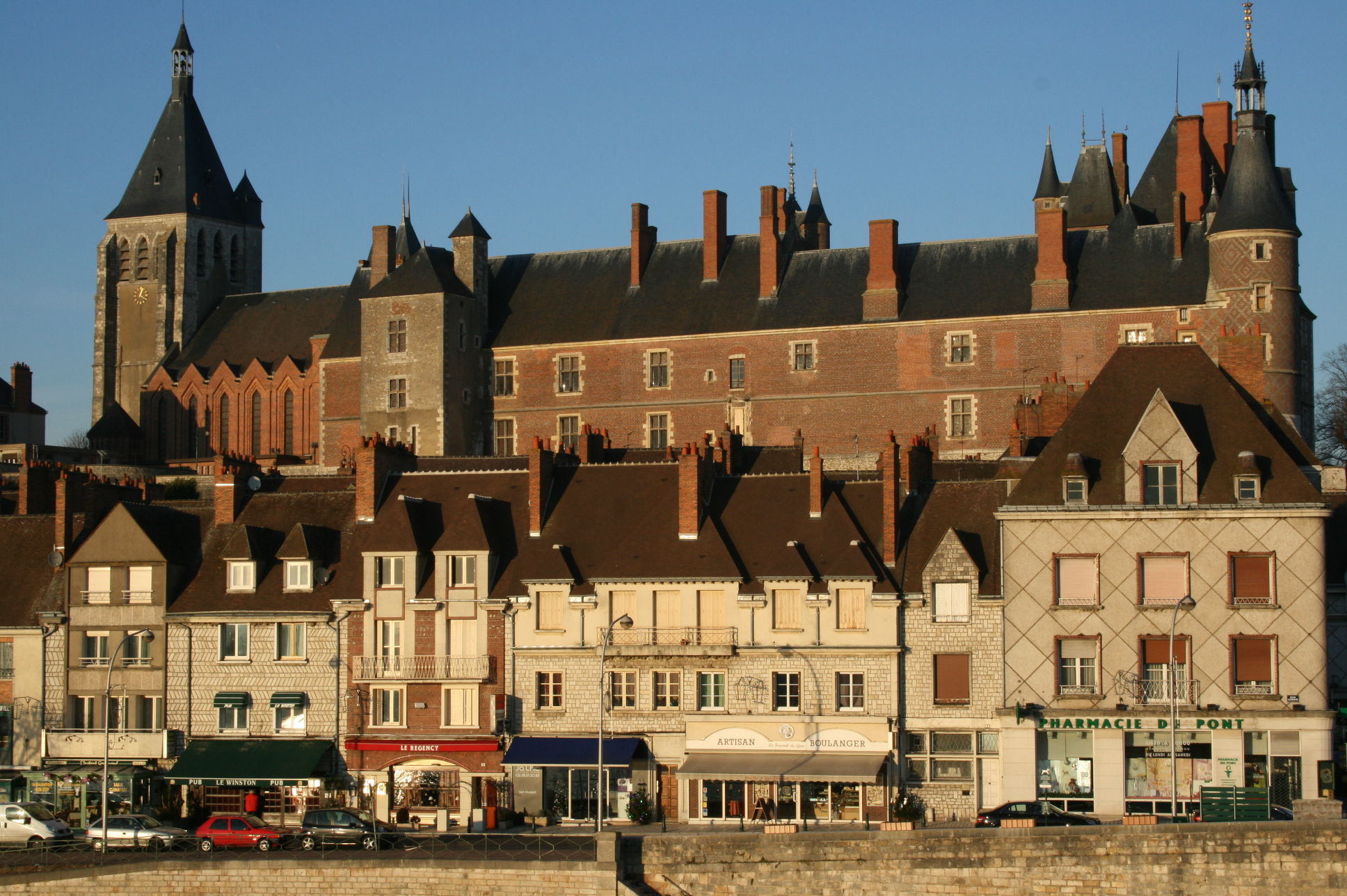
Château de Gien